# نادي علمان
نادي علمان نادي كرة قدم صومالي، تأسس سنة 1993 م، يقع مقره في العاصمة الصومالية مقديشو، ويبعد عنها 30 كيلومتر. وغريمه التقليدي نادي بنادير.

## إنجازات الفريق
الدوري الصومالي9 مرات
2011/2012 , 1998/1999 , 1999/2000 , 2000/2001, 2001/2002 , 2002/2003 , 2003/2004 , 2006/2007 , 2007/2008
كأس الصومال7 مرات
1994, 1999, 2000, 2001, 2002, 2003, 2004